# Robcad
Robcad (другое название eM-Workplace) — среда цифрового 3D-моделирования роботизированных ячеек. Robcad входит в состав продуктовой линейки компании Tecnomatix (приложение для роботизации и автоматизации предприятий Tecnomatix Robotics & Automation Planning) от компании Siemens PLM Software.

## История продукта
Robcad — исторически первый продукт компании Tecnomatix, выпущенный на рынок в 1986 году. C самого начала продукт был предназначен для 3D-моделирования автоматизированных систем, включающих робототехнические комплексы, а также сопутствующие процессы (сборка, окраска, эргономика человека, телеуправление, программирование РТК и прочее). Ранее продукт работал на платформе Unix (SGI IRIX, IBM AIX, HP-UX, Sun Solaris). Затем, начиная с версии 6, был портирован на платформу PC/Windows.
Компания Tecnomatix Corporation была основана в 1983 году в Израиле. В начале 2005 года компания Tecnomatix была поглощена компанией UGS Corp. Пакет решений Tecnomatix, включая продукт Robcad был объединен с существовавшими решениями для автоматизации технологической подготовки производства компании UGS. В январе 2007 года компания UGS была приобретена концерном Siemens AG. C этого момента поставки и поддержка решений Tecnomatix осуществляются компанией Siemens PLM Software.
В настоящее время продукт входит в состав продуктовой линейки Tecnomatix (приложение для роботизации и автоматизации предприятий Tecnomatix Robotics & Automation Planning) от компании Siemens PLM Software.

## Обзор продукта
Продукт Tecnomatix Robcad является приложением, в котором интегрированы графическое ядро и набор специализированных приложений для широкого спектра технологических процессов, в том числе точечная и дуговая сварка, лазерная и водяная резка, нанесение клея, сверление и клёпка, ручные операции.
Robcad предназначен для разработки, симуляции, оптимизации, анализа и off-line программирования роботизированных и автоматизированных технологических процессов. Графическое ядро продукта включает ключевые элементы, необходимые для моделирования. В дополнение к возможностям 3D-визуализации, ядро вводит в модель ячейки измерение времени, в котором протекает технологический процесс.
Исходные данные для моделирования (геометрия изделия, оснастки, оборудования) обеспечиваются САПР. Для этого продукт имеет возможность импорта данных из основных промышленных САПР, в том числе Catia, NX, Pro/Engineer, а также трансляции данных из нейтральных форматов, таких как IGES, DXF, VDAFS, SET, SLT, STEP, JT.
Robcad имеет открытую архитектуру и API, предоставляя пользователю возможность разработки дополнительных приложений. Программный интерфейс обеспечивает доступ к функциям и алгоритмам ядра, включая геометрию, кинематику, планирование траекторий движения и графику.
В дополнение к уже имеющейся библиотеке промышленных роботов, Robcad позволяет создавать дополнительные модели манипуляторов и оборудования, задавать их кинематику. Продукт предоставляет средства построения трехмерной планировки ячейки. При расположении элементов ячейки можно пользоваться возможностями пакета по проверке достижимости. При моделировании работы динамически осуществляется проверка столкновений для предотвращения повреждения элементов оборудования, оснастки, деталей.
Robcad учитывает возможности контроллера при планировании движения промышленных роботов и механизмов. Механизм RRS (realistic robot simulation), основанный на использовании оригинального программного обеспечения контроллера робота, дает возможность оценить время и траекторию движения с весьма высокой точностью. Продукт также включает модуль для автоматического поиска и оптимизации свободных от столкновения траекторий движения робота.
Robcad включает модуль OLP, который позволяет точно моделировать движение манипуляторов и загружать проверенную программу в контроллер робота в цехе. Доступны интерфейсы для большинства промышленных роботов, позволяющие транслировать программу в соответствии со спецификацией контроллера. После настройки всех параметров модуль OLP генерирует управляющую программу для загрузки в контроллер. Созданная программа учитывает все реальные условия эксплуатации робота в линии (грузоподъёмность, скорости и ускорения движения робота, блокировки при входе в зоны возможного столкновения с другими роботами, окружающим оборудованием и т. д.). Модуль позволяет импортировать программы из контроллера для их оптимизации и повторного использования. Это позволяет не тратить время на ручное программирование роботов в цехе.
Robcad имеет модуль Calibration для точного сопоставления положения элементов модели и реальной ячейки. После процесса калибровки программа будет автоматически скорректирована, а робот будет достигать заданных точек без ручной корректировки их реального положения. Продукт работает и с другими средствами калибровки, в том числе Dynalog и Krypton.
Степень автоматизации производственных процессов постоянно растет, но, ни один процесс пока не обходится без участия человека на 100 %. Такие операции как: закладка деталей, ручная газоэлектрическая сварка, механический крепёж узлов и механизмов, упаковка и транспортировка деталей, контрольно-измерительные операции и посты доводки деталей, в большинстве случаев требуют участия человека. Моделирование ручных производственных процессов позволяет проверить всё оборудование на предмет работы с ним человека.
Robcad включает модуль Human для моделирования, анализа и оптимизации ручных операций. Поддерживаются модели человека обоих полов и разных габаритов. Опционально поддерживаются настраиваемые модели человека RAMSIS. Оптимизация ручных операций производится с использованием различных методов анализа эргономики: позовый анализ, затраты энергии, поднимаемый вес, оценка затрат времени. Ручные операции могут моделироваться одновременно с работой роботов и механизмов.
В Robcad также доступна возможность создания HTML-отчетов о ячейках и последовательности операций (SOP). Отчет включает изображения и данные, полученные из ячеек, детальные отчеты по роботам, инструменту, механизмам, моделям человека, сварные точки, а также анимации в виде VRML.

## Использование
Tecnomatix Robcad используется проектными командами, включая подрядчиков и их поставщиков, поставщиками услуг (интеграторами и инжиниринговыми компаниями) в автомобильной, аэрокосмической, тяжелой и других отраслях промышленности.
Пакет включает ряд специализированных отраслевых приложений. Например, приложение для программирования сверлильно-клепальных машин в авиационной промышленности. Приложение позволяет задавать большие количества точек для сверления и клёпки, например, при сборке фюзеляжа самолёта. Точки соединяются оптимизированной траекторией для уменьшения общего времени операции. Весь процесс симулируется, в том числе движения рабочих органов.
Пользователями Tecnomatix Robcad являются такие компании, как: Symax Systemtechnik Sondermaschinenbau, концерн Volkswagen , EBZ (инжиниринговая компания), KUKA Roboter, Reis Robotics (производство промышленных роботов) , Fairchild Dornier (авиастроение) , Plakoni Engineering, Aritex Canding S.A., ArvinMeritor (автомобильные комплектующие) и многие другие.